# Парк имени Сталина
Па́рк и́мени Ста́лина (кит. упр. 斯大林公园, пиньинь Sidalin Gongyuan, палл. Сыдалинь Гунъюань) — крупный парк, расположенный в центральной части города Харбин в районе Даоли на южном (правом) берегу реки Сунгари. Парк вытянут вдоль набережной. Площадь — 10 км². Парк был создан в виде ленты вдоль дамбы реки Сунгари. Общая его протяжённость — 1750 м. Популярное туристическое место.

## История
На месте парка раньше размещались многочисленные склады. Открыт в 1954 году. Строительство парка началось в 1953 году, уже после смерти Сталина; он являлся свидетельством дружбы между двумя крупнейшими коммунистическими державами. Поначалу он назывался Прибрежным парком, но в том же 1953 году был переименован в парк Сталина.
Во время весеннее-летних паводков Сунгари часто выходит из берегов, затопляя окрестности. В настоящее время её берега со стороны Харбина защищены дамбами, но раньше река затопляла территорию нынешнего парка Сталина и район Центральной улицы (Арбата) почти каждый год.
В 1957 году Харбину угрожало самое большое наводнение за всю историю. В тот год уровень воды в Сунгари превысил рекордную отметку 1932 года на 0,58 м. На борьбу были брошены все силы города. На помощь китайскому народу пришли и советские амурские речники. Благодаря неимоверным усилиям стихия была укрощена.
Когда Олимпийский огонь в 2008 году проносился по Харбину, это мероприятие началось в 8 утра 11 июля в парке Сталина.
Скульптура Фулун была создана в 1958 году в честь «великой силы трудящихся».
В парке находится Железнодорожный речной клуб, построенный в 1912 году, его бывшее наименование — «клуб прогулочных садов при КВЖД». После образования КНР профсоюз КВЖД выкупил его у консульства СССР и переименовал в железнодорожный речной клуб Харбина. Здесь было снято много фильмов.

## Архитектура парка

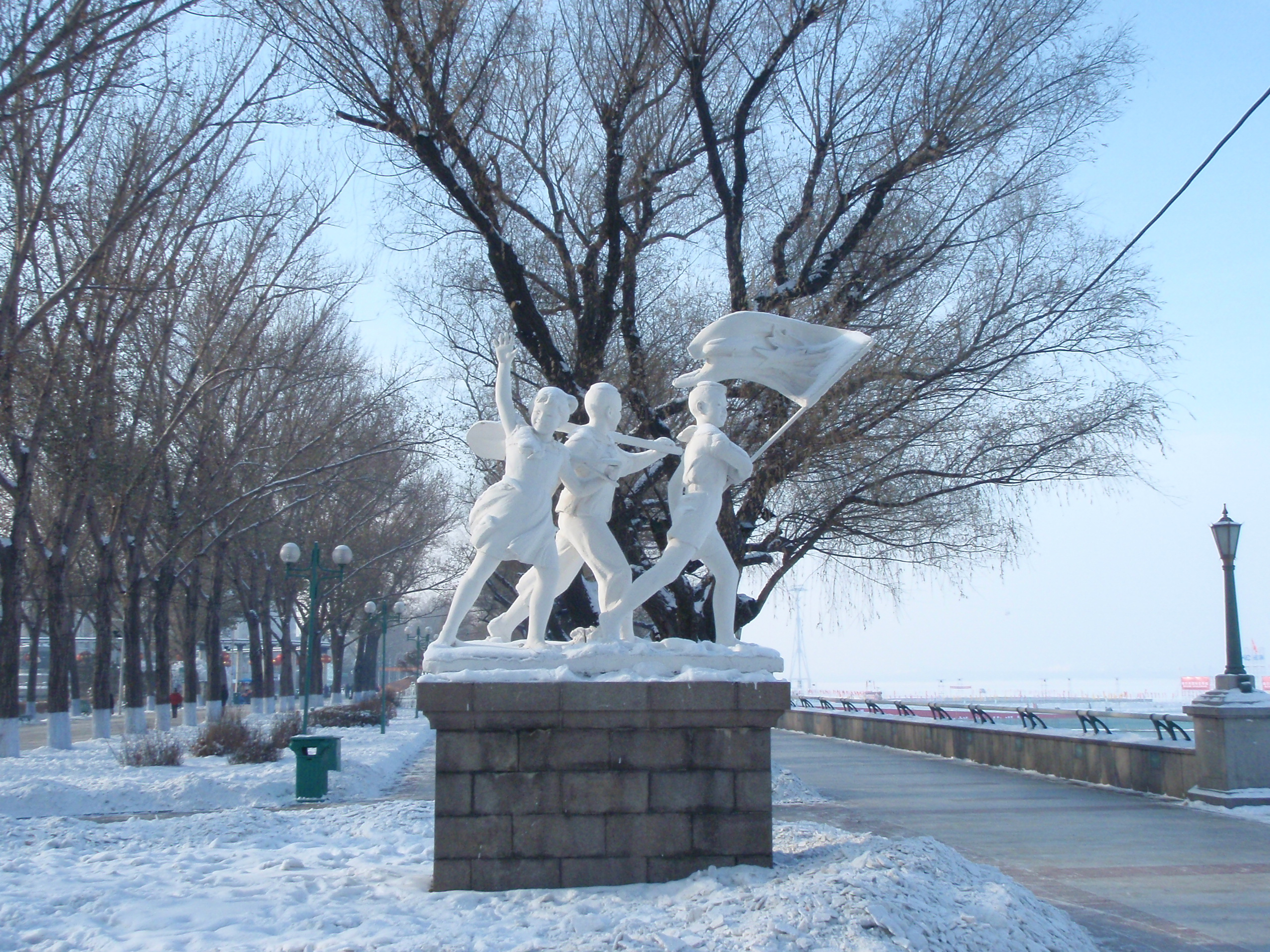
Скульптура в парке им. Сталина

Парк начинается у железнодорожного моста Сунгари и идет до парка Цзючжань на западе.
Сооружения вокруг парка были построены в классическом русском стиле.
Парк представляет собой длинную аллею из высоких деревьев с лавочками.
В центре парка при главном входе, где берёт своё начало торговая улица, расположен памятник Победившим Наводнение (防洪纪念塔) — памятник тем, кто участвовал в борьбе с наводнением 1957 года. Памятник установлен в 1958 году.
Архитектурный комплекс памятника состоит из круглой колонны и прилегающей к ней полукруглой галереи. Высота колонны — 13 метров, высота галереи — 7 метров. На памятнике сделана отметка — показан уровень воды в Сунгари, который был во время наводнения.
В парке имеется бюст Сталина.
В парке стоят белые гипсовые скульптуры бегунов, дискоболов и ныряльщиц, выстроившиеся вдоль идеально прямых аллей. С набережной открывается вид на Сунгари, на острова и противоположный берег. Тут находятся фигурки гипсовых пионерок с европеоидными чертами лица. Скульптура лебедя, расправившего крылья, три молодых человека и т. д. — всего 16 скульптурных групп.
Ресторан «Прибрежный» построен в 1930-х годах и является типичным примером русской деревянной архитектуры.

## Парк в жизни харбинцев

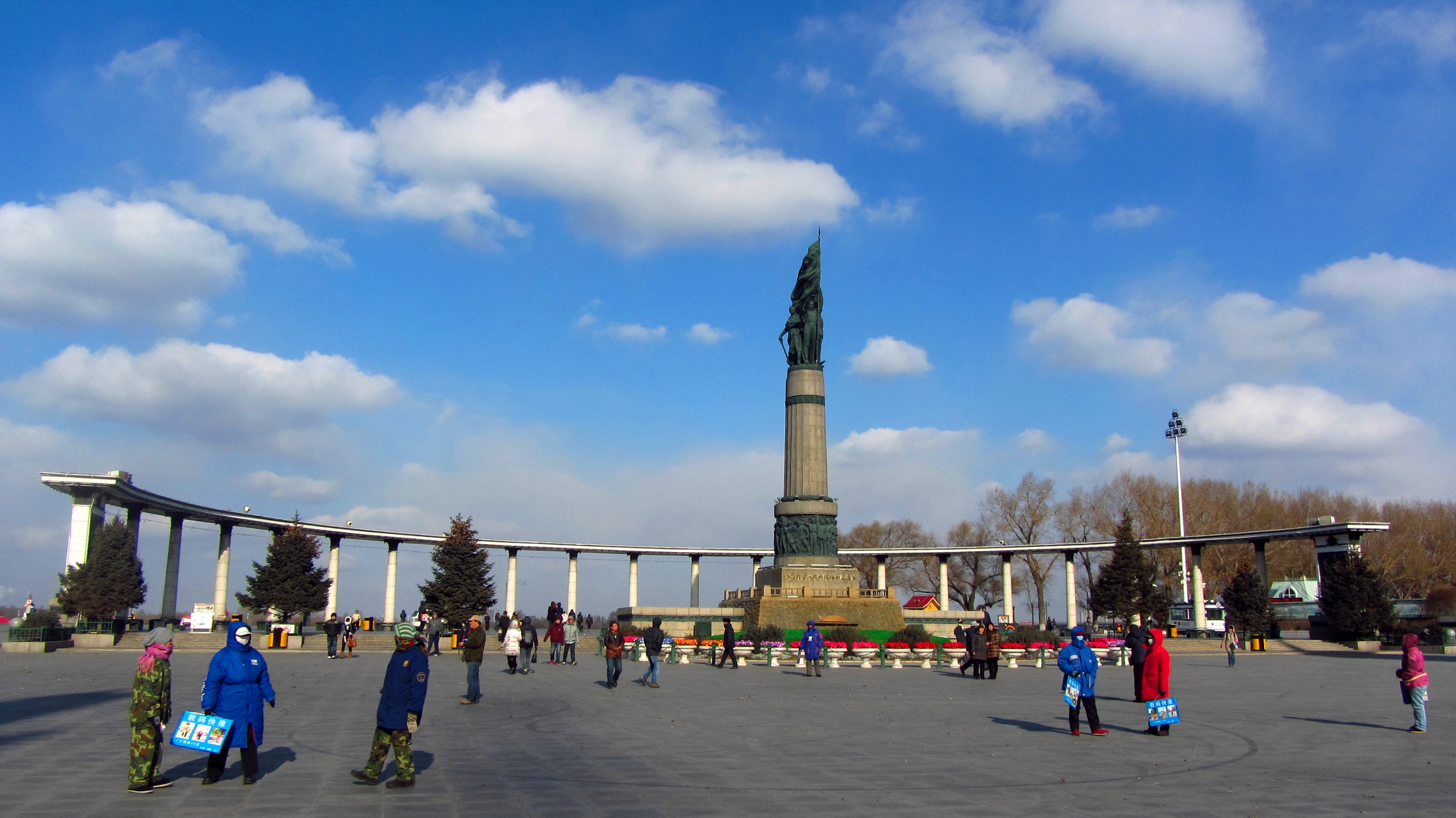
Мемориальная башня Победы в борьбе с наводнениями

В настоящее время парк является одним из самых посещаемых мест в Харбине и самой посещаемой частью набережной Сунгари. Вход в парк бесплатный. Это любимое место отдыха харбинцев. Его украшают зелёные ивы и естественные речные пляжи.
В настоящее время площадь перед памятником становится местом проведения различных мероприятий. Например, в августе 2006 года перед памятником были установлены сотни пианино, на которых прошла одновременная игра в рамках фестиваля «Харбинское лето». А в январе 2007 года здесь была устроена 23-я по счёту Международная свадебная церемония на льду, в которой приняли участие 28 пар из США, Канады, Японии, Пекина, провинций Аньхой, Хэбэй и Шаньси.
В восточной части парка находятся спортивный Центр для пожилых людей и Дворец молодёжи. В западной части — ресторан, построенный в русском стиле, речная спортивная станция, а также речной клуб железнодорожников, одна половина здания клуба стоит на суше, другая нависает над водой. Среди особенностей парка — полуторакилометровая аллея роз, которая воспроизводит «розовую магистраль» на дачах Сталина на озере Рица и под Сочи. В парке много скульптурных композиций в стиле скульптур соцреализма.
В парке установлены поющие световые фонтаны, у которых каждый день вечером в определённые часы играет музыка (национальная, европейская, классическая), под которую и «поют и танцуют» фонтаны.
В парке часты репетиции духовых оркестров и творческих коллективов города. Зимой, когда река покрывается льдом и при толщине льда в один метр открывается ледовая переправа, пространство между парком и Солнечным островом используется для зимних развлечений. Здесь играют в хоккей, катаются на коньках, санях и лыжах.
Солнечный остров или «Остров песчаных дюн» — одна из главных достопримечательностей Харбина — лежит напротив парка, протянувшегося вдоль берега реки Сунгари. Из его центральной части хорошо виден «Солнечный остров», на который можно отправиться из парка на лодке или прогулочном катере, а также с помощью канатной дороги (哈尔滨索道). Канатная дорога через реку Сунгари соединяет город с островом Солнца. Длина канатной дороги — 156 метров, а высота — 70 с лишним метров.
Летом через реку ходит паром, и городские жители отправляются проводить свободное время на пляжах. Зимой можно видеть «моржей», купающихся в проруби (зимнее плаванье здесь популярно), и спортсменов, катающихся на буерах с яркими парусами.
Парк больше подходит для неспешных прогулок, неторопливых бесед и романтических встреч. В выходные и праздничные дни парк наполнен людьми, которые приводят сюда детей, катаются на роликах и прогуливаются в тени деревьев. В парке расположен рынок воздушных змеев.
В парке разбит цветник в русском стиле. Аттракционов и дискотек нет.
Ежегодно зимой (5 января — 25 февраля) в Харбине проводится Фестиваль Снежных и Ледовых скульптур, в котором участвуют художники и скульпторы со всего Китая и мира. Часть художников выставляют свои работы в парке имени Сталина.
Харбинцы делают в парке зарядку цигун, танцуют, поют, гуляют.
Если с набережной парка Сталина посмотреть направо, то можно увидеть железнодорожный мост КВЖД, состоящий из ажурных стальных ферм.

## Фото
- Канатная дорога
- Победившим Наводнение
- Парк
- Фотогалерея
- Фото (недоступная ссылка)
- Памятник Победившим Наводнение
- Галерея
- Слайды Архивная копия от 9 марта 2016 на Wayback Machine